# 人民党 (巴拿马)
人民党（西班牙語：Partido Popular），2001年之前称巴拿马基督教民主党，是巴拿马的一个基督教民主主义政党。它是拉丁美洲最保守的反共基督教民主党派。奉行基于天主教教会的社会学说。
基督教民主党(PDC)创建于1960年，主要由奉行欧洲基督教民主主义的巴拿马国立大学人士发起，1957年至1960年成为国家公民联盟(UCN)成员。PDC的领军人物是中产阶级人士、知识分子和学生，但也有工会的支持。
2001年9月10日基督教民主党更名为人民党。